# Warriors of the World United Part II
Warriors of the World United Part II è un singolo della band heavy metal/epic metal Manowar registrato nel 2001.

## Tracce
1. Warriors of the World United
2. Kill with Power (live)
3. Kill with Power (live)
4. Courage (French studio version)

## Formazione
- Ross the Boss - chitarra
- Joey DeMaio - basso
- Scott Columbus - batteria
- Eric Adams - voce